# Hail (832)
Hail (832) (en árabe: حائل) es una corbeta de la clase Al-Jubail de la Real Armada Saudita.

## Construcción
En julio de 2018 se anunció que Navantia había firmado un acuerdo con la Marina Real Saudí para la producción de cinco corbetas modelo Avante 2000.
Hail fue puesta en grada el 6 de agosto de 2020 y botado el 28 de marzo de 2021 en el astillero de Navantia en San Fernando, Cádiz, España.

## Historial operativo
En diciembre de 2022 Arabia Saudí recibió oficialmente en una ceremonia la entrega de Hail.